# Clubiona terrestris
Clubiona terrestris là một loài nhện trong họ Clubionidae.
Loài này thuộc chi Clubiona. De gewone zakspin được Johan Peter Westring miêu tả năm 1851.